# Идоменей
Идоменей (др.-греч. Ἰδομενεύς) — персонаж древнегреческой мифологии, внук Миноса, сын Девкалиона, критский царь. Один из персонажей «Илиады». В пожилом возрасте присоединился к грекам в их походе на Трою. Главнокомандующий греческими войсками Агамемнон ценил Идоменея выше остальных героев. Несмотря на свой возраст, наравне со всеми участвовал в битвах, где собственноручно убил нескольких троянских воинов.
По окончании Троянской войны вернулся домой на Крит. По одной версии, путешествие завершилось благополучно, после чего он пользовался почётом и уважением среди сограждан. По другой, более поздней, версии, Идоменей попал в бурю. Он пообещал Посейдону за спасение принести в жертву первого, кто выйдет навстречу. Этим человеком оказался сын или дочь Идоменея. Данная версия получила широкое распространение в драматургии Нового времени. В частности, она стала основой оперы Вольфганга Амадея Моцарта «Идоменей, царь Критский».

## Мифы

### Происхождение. До Троянской войны
Согласно античным мифам Идоменей родился на Крите в городе Ликт. Был внуком царя Миноса и Пасифаи, сыном Девкалиона. Через Миноса был правнуком верховного олимпийского бога Зевса, а через Пасифаю — солнечного бога Гелиоса. Информация о матери Идоменея Клеопатре присутствует лишь в трудах византийского филолога Иоанна Цеца. Брат Криты и Мола, дядя Мериона, который во время Троянской войны был его возницей.
В «Илиаде» назван правителем Кносса, Гортины, Ликта, Милета, Ликаста, Рития, Феста и «других [народов], населяющих Крита стоградного земли». Идоменей был частым гостем у спартанского царя Менелая во время путешествий на материковую Грецию. Псевдо-Гигин назвал Идоменея одним из самых красивых людей.
Идоменей был одним из нескольких десятков женихов Елены. Приёмный отец невесты спартанский царь Тиндарей оказался перед сложным выбором. Из множества знаменитых воинов, царей, сыновей богов он мог получить одного друга, ставшего мужем Елены, и несколько десятков рассерженных врагов. По совету Одиссея Тиндарей обязал всех женихов дать клятву признать будущего мужа Елены и, что главное, прийти ему на помощь в случае опасности и обиды. В итоге супругом Елены стал Менелай, но Идоменей оказался связанным на всю жизнь данной Тиндарею клятвой. Когда через десять лет троянский царевич Парис при содействии Афродиты похитил Елену, Идоменей со своим войском был вынужден влиться в армию ахейцев, отправившуюся к стенам Трои.
Супругой Идоменея была сестра Пенелопы Меда. У них родилась дочь Клиситира, которую Идоменей обручил с приёмным сыном Левком, а также сыновья Ификл, Лик и Орсилох.

### Троянская война
Идоменей привёл под Трою 80 кораблей (по другим версиям 40 или 90). Среди всех героев, которые присоединились к походу на Трою, Агамемнон ценил Идоменея выше всех и включил в государственный совет. Одновременно Идоменей представлен наиболее старым среди других греческих царей.
Во время Троянской войны, согласно Псевдо-Гигину, убил 13 троянцев. В «Илиаде» шесть из них названы по имени:
- меониец Фест[нем.][25];
- Офрионей[англ.], жених Кассандры[26];
- Асий[итал.][27][28];
- Алкафой[итал.], зять Анхиза[29]. Убит при помощи Посейдона[30];
- Эномай[итал.] был убит брошенным в Энея копьем[31];
- Эримас[итал.][32].

Квинт Смирнский также приписывает Идоменею убийство в бою амазонки Бремусы, ничейное сражение с Еврипилом.
В «Илиаде» практически каждый известный герой имеет собственную аристию — описание особой храбрости в единоборстве на поле битвы. Аристия Идоменея находится в XIII песне. Её начало путаное и содержит ряд неувязок с предшествующим текстом. Так, к примеру, во время аристии Идоменею противостоит Деифоб на левой стороне битвы, хотя до этого был упомянут в самом её центре. Посейдон, который хочет отомстить троянцам за смерть Амфимаха, направляется не в сторону сражения, а в обратном направлении к шатрам. Там он встречает Идоменея и побуждает его к бою, хотя тот и сам направляется на поле сражения. Таким образом, по мнению Л. С. Клейна, аристия Идоменея начинается с 240-й строки XIII песни, в то время как предшествующий текст является поздней вставкой-введением.
В середине аристии вводится новый персонаж Офрионей с приведением краткой биографической справки. Очень резко от аристии Идоменея отделено завершение XIII песни, которое никак не связано с центральной частью. Сама аристия Идоменея представляет собой неразрывную цепь сражений. Идоменей убивает Асия, за Асия мстит Деифоб, который убивает одного из ахейских героев, что также не остаётся без ответа … В ходе боёв погибает зять Анхиса и воспитатель Энея Алкафой. Деифоб вызывает на помощь Энея, за которым «как овцы за бараном» следуют наиболее храбрые троянские воины Деифоб, Парис и Агенор. В поединке Эней и Идоменей бросают друг в друга копьё и дротик, но промахиваются. Копьё Идоменея убивает Эномая. После промаха Идоменей начинает отступать. Таким образ поединок между главными персонажами оканчивается ничем. Хоть это и нетипично для эпических произведений, автор в данном случае не мог допустить смерти Энея или Идоменея, так как они должны ещё совершить много подвигов после этого сражения.
Идоменей — один из девяти героев, вызывающихся на поединок с Гектором. Во время одного из сражений бросает копьё в Гектора, но затем вынужден в страхе отступить.
По ходу «Илиады» Идоменей относительно редко участвует в диалогах: он беседует с Мерионом и хвалит его храбрость, обращается к Нестору, утешает Ахилла. Идоменей не участвует в состязаниях после смерти Патрокла, но следит за скачками с трибуны и ссорится с Аяксом Оилидом, но Ахилл примиряет их. Во время погребальных игр по Ахиллу Идоменей получил награду в кулачном бою без борьбы, так как никто не решился выйти на состязание.
В поэмах Трифиодора и Квинта Смирнского Идоменей включён в перечень героев, сидевших в троянском коне. Во время взятия Трои убил Миманта.

### После Троянской войны
Согласно «Одиссее» после завершения Троянской войны благополучно вернулся домой со всеми своими спутниками. Диодор Сицилийский писал, что по возвращении Идоменей пользовался большим уважением, а после смерти его с почестями похоронили на родине вместе с племянником и военным соратником Мерионом. На могиле Идоменея поместили эпитафию: «Кносского Идоменея гробницу узри. С ним покоюсь / Рядом и я — Мерион, коему Мол был отцом». Согласно тому же историку критяне считали героев своими покровителями и приносили им жертвоприношения.
В более поздних версиях мифов по возвращении домой Идоменей был изгнан. Согласно одним источникам Идоменея изгнал приёмный сын Левк, которому на время военного похода поручили править Критом. За время отсутствия Идоменея он совратил мачеху Меду, а затем стал править как тиран. Получив власть, Левк убил Меду и детей Идоменея. В «Одиссее» Гомера Одиссей рассказывает как он убил сына Идоменея Орсилоха во время попытки украсть военную добычу
По другой версии, корабль Идоменея попал в бурю, и царь дал обет Посейдону принести в жертву первого, кто выйдет ему навстречу по прибытии на Крит. Этим человеком оказался сын или дочь. То ли Идоменей отказался приносить в жертву своего ребёнка, то ли жертвоприношение состоялось, но боги сочли поступок бесчестным и наслали на остров моровую язву. Для её прекращения царь был изгнан. Раннехристианский автор Климент Александрийский приводит данную историю в качестве одного из примеров человеческих жертвоприношений у язычников.
Согласно Вергилию, после изгнания Идоменей отправился в Италию, где построил храм Афине и основал город в области Салентинской равнины. Впоследствии переехал в область Колофона на восточном побережье Эгейского моря, где и умер. Был похоронен рядом с другими участниками Троянской войны Калхасом и Сфенелом.

## Историческая основа мифов об Идоменее. Аллюзии с другими сюжетами
Могущество Идоменея отражает народную память о величии Крита периода минойской цивилизации XVI—XIV веков до н. э. Миф о жертвоприношении собственного ребёнка Идоменеем восходит к распространённому фольклорному мотиву об ужасных последствиях того или иного рокового обещания божеству или некоему хтоническому существу. В данном мифе можно увидеть параллель с библейским сказанием об Иеффае и его дочери.

## В изобразительном искусстве, литературе и астрономии

### В античности
Некоторые поздние тексты, излагающие мифы, уже не связаны традицией. Так, к примеру, Птолемей Гефестион описал суд Идоменея в споре Фетиды и Медеи о том, кто красивее. После того как победу присудили Фетиде, Медея наложила на критян проклятие, которому островитяне обязаны репутацией больших лгунов.
В диалоге Филострата «О героях» говорилось, что Идоменей предложил помощь критян при условии, если Агамемнон разделит с ним главное командование, но получил отказ. В романе Диктиса Критского «Дневник Троянской войны» Идоменей — один из главных героев, его «автор» Диктис — спутник критского царя.
Идоменей вместе с Мерионом изображён на «Илионских таблицах». Скульптор Онат создал статую Идоменея, которая располагалась в Олимпии. На щите героя помещён символ бога Солнца Гелиоса петух. Географ II века Павсаний объяснял этот символ происхождением Идоменея от Гелиоса. Одна из гипотетических дешифровок Фестского диска предполагает, что на нём упомянуто имя Идоменея.

### В Новое и Новейшее время
К мифам об Идоменее обращались драматурги и композиторы Нового и Новейшего времени. В начале XVII века А. Аллегри написал пьесу «Идоменей — царь Крита», в XVIII веке трагедии под названием «Идоменей» написали Проспер Кребийон и А. М. Лемьер. Также в XVIII—XIX веках были созданы оперы «Идоменей» А. Кампра, Б. Галуппи, Д. Фаринелли и Ф. Паэра, «Идоменей, царь Критский» В. А. Моцарта.
Именем Идоменея назван астероид, который 14 апреля 1980 года открыл американский астроном Эдвард Боуэлл в обсерватории Андерсон-Меса.

### Исследования
- Гордезиани Р. В. Проблемы гомеровского эпоса. — Тбилиси: Издательство Тбилисского университета, 1978.
- Клейн Л. С. Анатомия «Илиады». — СПб.: Издательство С.-Петербургского университета, 1998. — 560 с. — ISBN 5-288-01823-5.
- Кондрашов А. П. Кто есть кто в мифологии Древней Греции и Рима. 1738 героев и мифов. — РИПОЛ Классик, 2016. — 704 с. — (Культура в фактах). — ISBN 978-5-386-09554-3.
- Лосев А. Ф. Мифология греков и римлян. — М.: Мысль, 1996. — ISBN 5-244-00812-9.
- Ярхо В. Н. Елена // Мифы народов мира / Главн. ред. С. А. Токарев. — М.: Советская энциклопедия, 1980. — С. 356—358.
- Ярхо В. Н. Идоменей // Мифы народов мира / Главн. ред. С. А. Токарев. — М.: Советская энциклопедия, 1980. — С. 396.
- Ярхо В. Н. Троянская война // Мифы народов мира / Главн. ред. С. А. Токарев. — М.: Советская энциклопедия, 1980. — С. 999—1001.
- Drexler W.[нем.]. Idomeneus // Ausführliches Lexikon der griechischen und römischen Mythologie :  [нем.] / Roscher Wilhelm Heinrich. — Leipzig : Druck und Verlag von B. G. Teubner, 1890—1894. — Bd. II. — Kol. 106—108.
- Gundel W.[нем.]. Idomeneus 1 // Paulys Realencyclopädie der classischen Altertumswissenschaft :  [нем.] / Georg Wissowa. — Stuttgart : J. B. Metzler’sche Verlagsbuchhandlung, 1919. — Bd. IX, Erste Hälfte (IX, I). — Kol. 906—909.